# Tyrone Marshall
Tyrone Marshall (Kingston, Jamaica, 12 de noviembre de 1974) es un exfutbolista y entrenador de fútbol de Jamaica que jugaba en la posición de defensa. Actualmente es el entrenador de FC Cincinnati 2 de la MLS Next Pro.

## Carrera

### Club
| Periodo   | Club                  | Apariciones | Goles |
| --------- | --------------------- | ----------- | ----- |
| 1998      | Colorado Rapids       | 1           | 0     |
| 1998      | → MLS Pro 40 (cedido) | 12          | 2     |
| 1998-2001 | Miami Fusion          | 82          | 9     |
| 2002-2007 | Los Angeles Galaxy    | 125         | 4     |
| 2007–2008 | Toronto FC            | 40          | 0     |
| 2009–2010 | Seattle Sounders      | 46          | 3     |
| 2011–2012 | Colorado Rapids       | 43          | 2     |

### Selección nacional
Debutó con Jamaica el 22 de noviembre de 1994 en la derrota por 0-3 ante Estados Unidos en un partido amistoso en Kingston, Jamaica cuando era jugador universitario y su primer gol internacional lo anotó el 5 de julio de 2000 en la victoria por 5-0 sobre Barbados en un partido amistoso en Kingston, Jamaica. Jugó 84 partidos internacionales y anotó 5 goles hasta su retiro internacional el 31 de enero de 2010 en la victoria por 1-0 sobre Canadá en un partido amistoso en Kingston, Jamaica. Participó en cuatro ediciones de la Copa de Oro de la Concacaf.

### Entrenador
| Periodo | Club              |
| ------- | ----------------- |
| 2014    | River City Rovers |
| 2021    | FC Cincinnati     |
| 2022–   | FC Cincinnati 2   |

## Logros

### Jugador
- Major League Soccer Supporters' Shield (2): 2001, 2002
- Major League Soccer MLS Cup (2): 2002, 2005
- Major League Soccer Supporters' Shield (1): 2002
- Major League Soccer Western Conference Championship (2): 2002, 2005
- Lamar Hunt U.S. Open Cup (3): 2005, 2009, 2010

### Individual
- Equipo Ideal de la Copa de Oro de la Concacaf: 2005